# كريب سوزيت
كريب سوزيت (
نطق فرنسي: [kʁɛp syˈzɛt]

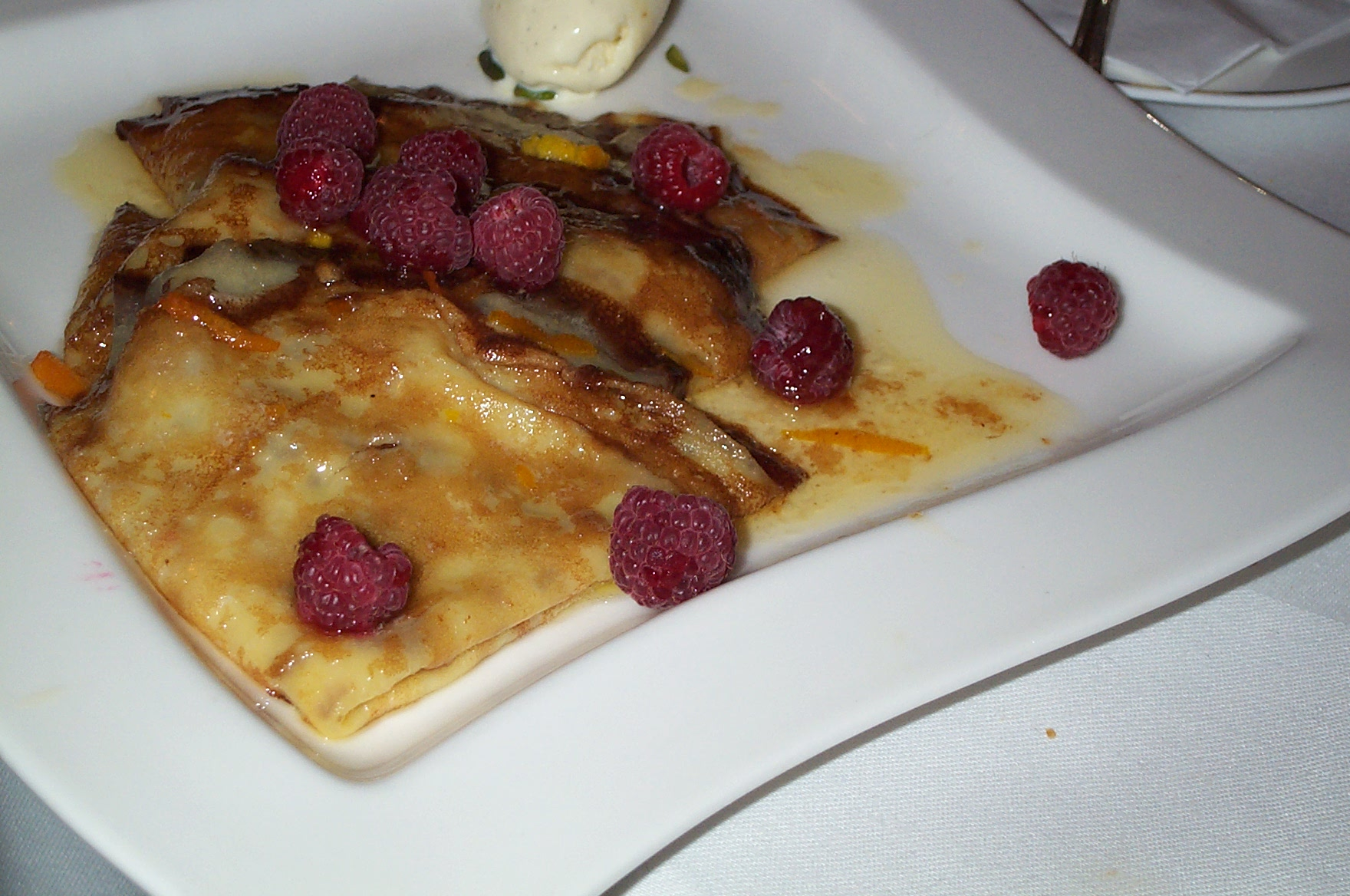
الكريب سوزيت مع التوت

) هي إحدى الحلويات الفرنسية.

## طريقة التحضير
الطريقة الأكثر شيوعا لجعل الكريب سوزيت هو صب المشروب الكحولي (عادة Grande Marnier) على كريب المطهو للتو مع السكر وإشعاله. وهذا سيجعل من الكحول في تتبخر المسكرات، مما أدى إلى سميكة إلى حد ما، المغطس الصلصة.
في مطعم، وغالبا ما يتم إعداد الكريب سوزيت على gueridon أمام الضيوف.

## الأصل
الرواية الأخرى أن الطبق كان اسمه تكريما من الممثلة الفرنسية سوزان ريشينبرج (1853-1924)،  الذين عملوا مهنيا تحت اسم سوزيت. في عام 1897، ظهرت ريشينبرج في الكوميدي فرانسيز في دور خادمة، حيث عملت الكريب على خشبة المسرح. قدم المونسنيور يوسف، صاحب مطعم ماريفو، والكريب. وقال أنه قرر فلامبي الفطائر الرقيقة لجذب انتباه الجمهور والحفاظ على الطعام الحار للعاملين استهلاكها. كان يوسف في وقت لاحق مدير مطعم بيلارفي باريس وكان في وقت لاحق مع فندق سافوي في لندن.
في عام 1896، أوسكار تشيركي نشر وصفة ب «الفطائر، كازينو ستايل» مع كل ما في مكان ما عدا الطهو على اللهب في المرحلة الأخيرة. Escoffier وصفه الكريب سوزيت في إصدار اللغة الإنجليزية من له دليل كولينير في عام 1907 (الفرنسية 1903) بنفس الطريقة، أيضا دون الطهو على اللهب في المرحلة الأخيرة.
كان طبق أصبح تخصص المطعم الفرنسي  ماري بحلول عام 1898.